# Culpa Innata
Culpa innata: Презумпция виновности — компьютерная игра, разработанная турецкой студией Momentum, повествующая об офицере безопасности (англ. peaceofficer) Феникс Уоллис и о её расследовании. Действие происходит в 2047 году, город Адрианополис, Мировой союз, граница мирового союза и страны-изгоя России. Идеей для создания игры послужил футуристический роман известной турецкой писательницы Алев Алатлы (Alev Alatlı) — «Кот Шрёдингера» («Schrödinger’s Cat»), повествующий о жизни общества в 2020-х годах.

## Сюжет
Убит гражданин Мирового Союза, Василий Богданов, иммигрант из России. В государстве, где последнее убийство было совершено более 20 лет назад, это дело приобрело значительный резонанс. Расследование поручено офицеру безопасности Феникс Уоллис. Параллельно с процессом работы следователя, будет освещаться и личная жизнь Феникс. В процессе работы, офицер Уоллис столкнётся с чередой весьма загадочных событий, связанных как с убийством Богданова, так и с современным устройством мира и общества, в котором живёт Феникс. Все загадки косвенно связаны с детством главной героини.

### Мировой союз
В 2020-х годах, пережив множество конфликтов, лишивших мир стабильности, страны, всё ещё обладавшие на тот момент достаточными природными и финансовыми ресурсами, объединились в Мировой Союз — единое государство, где к жизни начал применяться сциентизм.
Человечество перестало бороться за нравственность своих граждан, вместо этого оно начало использовать их недостатки для увеличения производительности. Эта политика получила название «Экономическое мышление». Эгоизм — краеугольный камень нового общества. Человек признавался существом эгоистичным, что естественно соответствовало политике экономического мышления, в то время как альтруизм отвергался, как «контрпродуктивный» метод ведения бизнеса, не позволяющий полностью раскрыть экономический потенциал стран. Эгоизм, жадность и воля — основные качества человека, которые, по мнению учёных союза, способствуют развитию профессионализма и являются основными мотивирующими к деятельности чертами характера.
Ценность гражданина, его принадлежность тому или иному слою общества определяется по особой шкале HDI (Human Development Index), результаты которой обновляются каждый квартал. Приоритетом для этого показателя является эгоизм личности, жадность, и при том законопослушность, научное мышление, приверженность научно обоснованному образу жизни, а также его здоровье, финансовое состояние и перспективность человека как профессионального кадра в целом. HDI определяет положение в иерархии общества. Деньги больше ничего не решают — они являются следствием высокого HDI со всеми вытекающими.
Институт семьи ликвидирован. Воспитанием детей занимаются специализированные детские центры, а все воспитатели — профессиональные педагоги. С раннего детства каждый гражданин Союза проходил множество психологических и интеллектуальных тестов, дабы определить его склонности к тому или иному виду деятельности, предложить возможные варианты будущей профессии: симбиоз экономического мышления и научного подхода к реализации в обществе. Был принят «Последний билль о правах» — конституция Мирового Союза. По конституции образ жизни граждан мирового союза должен быть продиктован научной целесообразностью, соответствовать экономическому мышлению.
Эпоха политкорректности достигла апогея и подменила собой общественные нормы. Секс перестал быть частью личной жизни, превратившись в развлечение, с вытекающей отсюда сексуальной раскрепощённостью. Также, в отличие от более традиционных культур стран-изгоев, в обществе Союза привлекать сексуального партнёра — роль женщины. Мужчины принимают более пассивную роль в отношениях.
Понятия супруг/супруга, заменено на «постоянный партнёр». Отношение к «постоянным партнёрам», иммигрировавшим из стран изгоев, поддерживающих свои отношения может порицаться, так как это противоречит экономическому мышлению.
Болезни, уголовные преступления и нестабильность ушли в историю. Медицина достигла небывалых высот. Продолжительность жизнь мужчин в Союзе достигла в среднем 86 лет, женщин — более 90. Коэффициент здоровых генов в генокоде человека стал определяющим фактором в вопросах здоровья. Также коэффициент влияет на HDI.
Однако не все страны вошли в Мировой Союз. Существует несколько стран-изгоев, куда вошли Лига Арабских Государств, Индия, Китай и Россия.

### История мира «Culpa Innata»
Мир Culpa innata — это мир со своей собственной историей, до начала XXI века повторяющей нашу. С 2010 по 2023 год мир пережил глобальную дезинформацию СМИ, многочисленнейшие восстания и революции, очередную ядерную катастрофу в Квебеке (после неё ядерная энергия в Мировом Союзе не используется), Великую экономическую войну — аналог Третьей мировой. По завершении войны был создан Мировой Союз, который начал экспансию в другие страны, признавшие в итоге превосходство нового образа жизни и присоединившихся к новому мировому порядку.

## Геймплей
Презумпция виновности (под таким название игра вышла в России) представляет собой квест с большим количеством диалогов. Подача новой информации строго дозирована и «перегруза» от избытка новых сведений у игрока не наступает. В процессе игры игрок видит и изучает людей, живущих в Союзе, и саму жизнь там.
Само название Culpa innata (с лат. — «Первородный Грех») с самого начала даёт игроку намёк на то, что в описываемом утопическом обществе кроется страшный изъян. На улицах чисто, понятия «черта бедности» больше не существует, болезней нет, преступность тоже почти изжила себя… С каждым часом игры всё явственнее проступают черты современного общества и вся игра превращается в предостережение мировому сообществу.
Сюжет нелинеен и количество вариантов прохождения игры не ограничено, однако концовка всего одна. К тому же сюжет раскрыт не полностью — явный намёк на продолжение. К сожалению, разработка Culpa Innata 2: Chaos Rising заморожена. Новой информации о возобновлении разработки пока не поступало.

## Отзывы прессы
| Сводный рейтинг | Сводный рейтинг |
| Агрегатор       | Оценка          |
| --------------- | --------------- |
| GameRankings    | 69,60 %         |

Оценки:
- Just Adventure — рейтинг A+[3]
- Adventure Gamers — 3.5 из 5[4]
- IGN — 4 из 10[5]
- GameSpot — 7,5 из 10[6]
- GameZone — 7,8 из 10[7]
- Game Boomers — рейтинг A[8]

Крупнейший российский игровой портал Absolute Games дал «Culpa Innata» оценку 90 % и престижную награду «Выбор редакции». Позднее она была признана лучшей адвенчурой 2007 года по мнению редакции AG. По результатам опроса читателей AG игра оказалась на третьем месте, после «Sam & Max Season One» и «Runaway 2: The Dream of The Turtle».

## Продолжение
На 2011 год был запланирован выход второй части под названием Culpa Innata 2: Chaos Rising, но впоследствии разработчик объявил, что сиквел выйдет в виде книги.